# Styriodes
Styriodes is een geslacht van vlinders van de familie dikkopjes (Hesperiidae), uit de onderfamilie Hesperiinae.

## Soorten
- S. badius (Bell, 1930)
- S. dedecora (Plötz, 1883)
- S. lyco Schaus, 1913
- S. penna Evans, 1955
- S. quadrinotata (Mabille, 1889)
- S. quaka Evans, 1955
- S. quota Evans, 1955
- S. zeteki (Bell, 1931)